# خربة البتراوي
خربة البتراوي هو موقع أثري يعود للعصر البرونزي المبكر في مدينة الزرقاء في الأردن. ويعتبر الموقع أهم مدينة أثرية محصنة على طول وادي الزرقاء.

## التنقيب
تم تحديد موقع الخربة سنة 2004 في منطقة حي معصوم على طريق السخنة على بُعد 3 كم من مركز مدينة الزرقاء في شرق الأردن. وشكلت المنطقة موضوعاً للبحث منذ سنة 2005 بعد أبحاث خاصة بجامعة روما سابينزا بإدارة عالم الآثار الإيطالي لورينزو نيجرو. وجدت المدينة على أطراف الصحراء، وتثبت وجود آثار لسكان منطقة بلاد الشام في الألفية الثالثة قبل الميلاد. وتم التعرف على الموقع من خلال بعثة استكشافية لجامعة سابيزا، خلال دراسة بحثية على طول وادي سيل الزرقاء للعثور على المستوطنات البشرية التي كانت قائمة آنذاك. تم العثور في المنطقة على مكان مزدحم بالأحجار والصخور المتراكمة، كما وجد العديد من شظايا من الخزف تعود للعصر البرونزي القديم. ومنذ ربيع سنة 2005 وبالتعاون مع دائرة آثار الزرقاء وبمساهمة مالية من وزارة الخارجية الإيطالية، بدأت حملات تنقيب منتظمة في الموقع كشفت حالاً عن مدينة أثرية محصنة بطريقة دفاعية غير عادية، حيثُ تتكون أولى مناطق الحماية فيها من جدران حجرية تم التنقيب عن 3.2 متر منها، وأضيف إلى هذه الجدران الأبراج والحصون عدة مرات عبر القرون. كما ويوجد في المنطقة الشمالية للخربة جدارين حماية آخرين وكذلك توجد بوابة الخربة في المنطقة الشمالية أيضاً.

## مكونات الموقع
يتكون الموقع من تحصينات قوية جداً بالنسبة للسائد آنذاك، وتتكون من جدران ثلاثية وبوابة محصنة لقصر يتكون من أربع محاور نحاسية و10 غرف مكتشفة حتى هذا الوقت، بالإضافة إلى 120 مزهرية كاملة، وعجلة قديمة. ويمثل هذا الموقع مثالاً على انتشار ثقافة بلاد الرافدين حتى خارج حوض نهر الفرات.

## التاريخ
تقع خربة البتراوي على تلة البتراوي وهو جرف صخري يقع اليوم على مشارف مدينة الزرقاء من ناحية الشمال. أنشئت المدينة في بداية الألفية الثالثة قبل الميلاد خلال فترة بناء الأهرامات الفرعونية في مصر. وهي من أهم المدن المحصنة الموجودة في وادي الزرقاء بالإضافة لمنطقة تل البيرة وتل السخنة، وقد ظهرت هذه المدن في فترة العصر البرونزي المبكر الثاني بالإضافة للمدينة غير المحصنة في جبل رحيل، اختفى أثر وجود سكان في المدن المجاورة لخربة البتراوي في العصر البرونزي المبكر الثالث ويعتقد الباحثون أنهم انتقلوا للعيش في خربة البتراوي للحصول على الأمن بسبب موقعها الدفاعي المميز. وسقطت المدينة وتم تدمير خربة البتراوي سنة 2300 قبل الميلاد، مما أدى لسقوط جميع القلاع القريبة.

## أوراق علمية تتعلق بخربة البتراوي
- C. Dal Maso, Giordania, scoperta la città fantasma, in "La Repubblica", 13/04/2007, p. 40
- L. Nigro, "Between the Desert and the Jordan: Early Urbanization in the Upper Wadi az-Zarqa - the EB II-III fortified town of Khirbet al-Batrawy", in P. Matthiae et al. (eds), 6 ICAANE. Proceedings of the 6th International Congress of the Archaeology of the Ancient Near East. 5 May – 10 May 2008, Sapienza Università di Roma, Wiesbaden: Harrassowitz 2010, Vol. 2, pp. 431–458.
- L. Nigro, "Khirbet al-Batrawy: a Case Study of 3rd millennium BC Early Urbanism in North-Central Jordan", in F. al-Khraysheh et al. (eds), Studies in the History and Archaeology of Jordan X, Amman 2009, pp. 657–677.
- Catalogo della mostra Giordania. Crocevia di popoli e di culture (Roma 2009: Civita), in Roae (Palazzo del Quirinale, Sale delle Bandiere. 23 ottobre 2009 - 31 gennaio 2010), Roma 2009.
- L. Nigro, M. Sala, "Preliminary Report of the Fourth Season (2008) of Excavations by the University of Rome 'La Sapienza' at Khirbat al-Batrāwī (Upper Wādī az-Zarqā')", in Annual of the Department of Antiquities of Jordan 53 (2009), pp. 371-384.
- L. Nigro, "Batrawy. Una porta sul deserto", in Archeo 298 (dicembre 2009), pp. 72–81.
- L. Nigro, "Khirbat al-Batrawi", in MUNJAZAT 10 (2009), in stampa.
- L. Nigro (ed.), Khirbet al-Batrawy II. The EB II city-gate, the EB II-III fortifications, the EB II-III temple. Preliminary report of the second (2006) and third (2007) seasons of excavations (Rome «La Sapienza» Studies on the Archaeology of Palestine & Transjordan, 6), Roma 2008.
- L. Nigro, M. Sala, A. Polcaro, "Preliminary Report of the Third Season of Excavations by the University of Rome 'La Sapienza' at Khirbat al-Batrāwī (Upper Wādī az-Zarqā')", in Annual of the Department of Antiquities of Jordan 52 (2008), pp. 209-230.
- L. Nigro, "Preliminary Report of the First Season of Excavations of Rome 'La Sapienza' University at Khirbet al-Batrawy (Upper Wadi az-Zarqa, Jordan)", in J.M. Córdoba et al. (eds), Proceedings of the 5th International Congress on the Archaeology of the Ancient Near East (5-8 April 2006), Madrid 2008, Volume II, pp. 663–682.
- L. Nigro, "Khirbat al-Batrawi", in MUNJAZAT 9 (2008), pp. 72–74.
- L. Nigro, "Preliminary Report of the Second Season of Excavations by the University of Rome 'La Sapienza' at Khirbat al-Batrāwī (Upper Wādī az-Zarqā')", in Annual of the Department of Antiquities of Jordan 51 (2007), pp. 345-360.
- L. Nigro, "Nella città fantasma", in Archeo 272 (ottobre 2007), pp. 44–57.
- L. Nigro, "Khirbat al-Batrawi", in MUNJAZAT 8 (2007), pp. 63–65.
- L. Nigro (ed.), Khirbet al-Batrawy. An Early Bronze Age Fortified Town in North-Central Jordan. Preliminary Report of the First Season of Excavations (2005) (Rome «La Sapienza» Studies on the Archaeology of Palestine & Transjordan, 3), Roma 2006.
- L. Nigro, "Preliminary Report of the First Season of Excavations by the University of Rome 'La Sapienza' at Khirbat al-Batrāwī (Upper Wādī az-Zarqā')", in Annual of the Department of Antiquities of Jordan 50 (2006), pp. 229-248.
- L. Nigro, "Khirbat al-Batrawi", in MUNJAZAT 7 (2006), pp. 57–59.
- L. Nigro, "Khirbet al-Batrawy: una città del Bronzo Antico tra il deserto basaltico e la Valle del Giordano", in Scienze dell'Antichità 13 (2006), pp. 663–688.